# دمتریوس آندراده
دمتریوس آندراده (انگلیسی: Demetrius Andrade؛ زادهٔ ۲۶ فوریهٔ ۱۹۸۸) بوکسور اهل ایالات متحده آمریکا است.